# Синагога Міснагдім
Синагога Міснагдім — синагога, що з середини XIX століття знаходилась в Полтаві на вулиці Іванівській (Гоголя) №12, ліворуч від Великої хоральної синагоги. Спочатку була дерев'яною, а на початку XX ст. перебудована в цегляну.

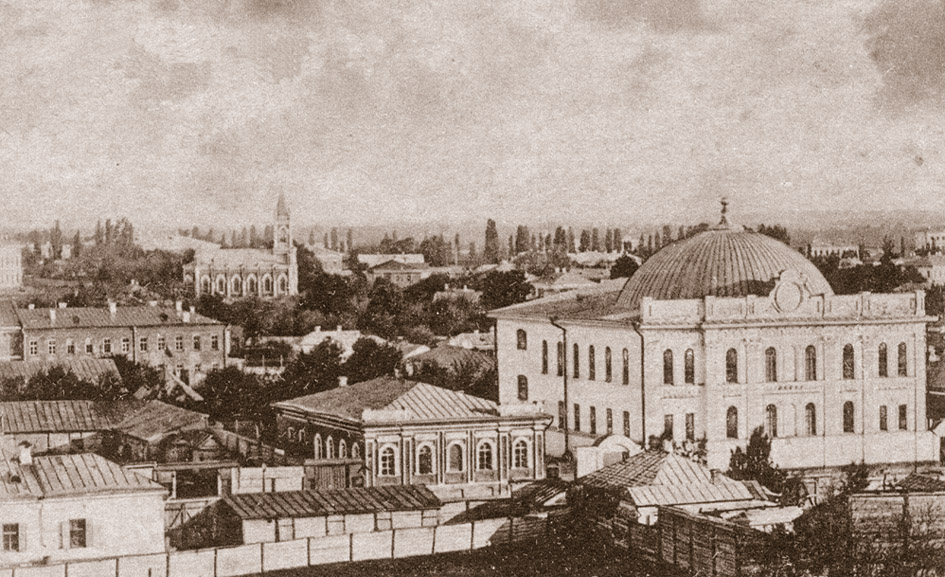
Праворуч на передньому плані Велика хоральна синагога, зліва від неї — синагога Міснагдім

За своїми габаритами та архітектурним оформленням синагога Міснагдім була типовим рішенням культової споруди юдейського віросповідання середніх розмірів і місткості. Архітектурне рішення головного фасаду складено ритмом шести пілястр, які поділяють п'ять аркових вікон, обрамлених лиштвами, і завершуються сандриками. На головному фасаді були створені псевдо-ризаліти по краях, які завершувалися на покрівлі невисокими парапетами. Кольорове рішення здійснювалося внаслідок контрасту стін з червоної цегли та білого кольору випнутих елементів декору.
Після приходу радянської влади синагога Міснагдім була закрита, будинок націоналізовано і використовувалося для господарських цілей. У повоєнний час будівля синагоги, що зберегла свої габарити, планування та опорні конструкції було пристосоване під їдальню-чебуречну. Посередині обіднього залу, колишнього молитовного залу, розташовувалося чотири колони — залишки невіддільної частини всіх синагог — біми, підвищеної платформи, оточеної колонами, з якої читали вірянам положення Тори і проголошували Благословення. У 70-ті роки трест «Общепит» реконструював будівлю колишньої синагоги під молодіжне кафе, які отримали у жителів міста назву «Трьошка» (там за вхід стягувалася плата 3 рублі). Після організації в будівлі синагоги їдальні, був проведений додатковий вхід з вулиці. При реконструкції приміщень під кафе, зовнішні стіни облицювали коричнево-червоною керамічною плиткою. У 2013—2015 роках будівлю було знищено, а на її місці побудовано кількаповерховий бізнес-центр.